# Julien Ponceau
Julien Ponceau (Catumbela, Angola, 28 de noviembre de 2000) es un futbolista francés que juega como centrocampista en el Real Valladolid C. F. de la Segunda División de España.

## Trayectoria

### F. C. Lorient
Es un producto de la cantera del F. C. Lorient, al que se incorporó en 2015. El 14 de febrero de 2018 firmó su primer contrato profesional con el Lorient, que le mantiene en el club hasta 2020. Debutó como profesional en la victoria por 1-0 en la Copa de la Liga de Francia contra el Valenciennes F. C. el 14 de agosto de 2018.

#### Préstamo al Rodez A. F.
El 5 de octubre de 2020 amplió su contrato con el Lorient hasta 2023, y firmó por el Rodez A. F. en calidad de cedido hasta el final de la temporada 2020-21.

#### Préstamo al Nîmes Olympique
En julio de 2021 se trasladó en un nuevo préstamo al Nîmes Olympique F. C.

## Vida personal
Nació en Angola, de padre francés y madre angoleña, y se trasladó a Francia a una edad temprana.

## Estadísticas

### Clubes
Actualizado al último partido disputado el 10 de mayo de 2025.
| Club                           | Div.          | Temporada     | Liga  | Liga  | Copas nacionales | Copas nacionales | Copas internacionales | Copas internacionales | Total | Total |
| Club                           | Div.          | Temporada     | Part. | Goles | Part.            | Goles            | Part.                 | Goles                 | Part. | Goles |
| ------------------------------ | ------------- | ------------- | ----- | ----- | ---------------- | ---------------- | --------------------- | --------------------- | ----- | ----- |
| F. C. Lorient II Francia       | 4.ª           | 2016-17       | 1     | 0     | —                | —                | —                     | —                     | 1     | 0     |
| F. C. Lorient II Francia       | 4.ª           | 2017-18       | 23    | 0     | —                | —                | —                     | —                     | 23    | 0     |
| F. C. Lorient II Francia       | 4.ª           | 2018-19       | 4     | 0     | —                | —                | —                     | —                     | 4     | 0     |
| F. C. Lorient II Francia       | 4.ª           | 2019-20       | 13    | 1     | —                | —                | —                     | —                     | 13    | 1     |
| F. C. Lorient II Francia       | Total club    | Total club    | 41    | 1     | 0                | 0                | 0                     | 0                     | 41    | 1     |
| F. C. Lorient Francia          | 2.ª           | 2018-19       | 24    | 2     | 4                | 0                | —                     | —                     | 28    | 2     |
| F. C. Lorient Francia          | 2.ª           | 2019-20       | 2     | 0     | 3                | 0                | —                     | —                     | 5     | 0     |
| Rodez A. F. II Francia         | 5.ª           | 2020-21       | 2     | 1     | —                | —                | —                     | —                     | 2     | 1     |
| Rodez A. F. II Francia         | Total club    | Total club    | 2     | 1     | 0                | 0                | 0                     | 0                     | 2     | 1     |
| Rodez A. F. Francia            | 2.ª           | 2020-21       | 16    | 0     | 2                | 0                | —                     | —                     | 18    | 0     |
| Rodez A. F. Francia            | Total club    | Total club    | 16    | 0     | 2                | 0                | 0                     | 0                     | 18    | 0     |
| Nîmes Olympique F. C. Francia  | 2.ª           | 2021-22       | 38    | 3     | 3                | 1                | —                     | —                     | 41    | 4     |
| Nîmes Olympique F. C. Francia  | Total club    | Total club    | 38    | 3     | 3                | 1                | 0                     | 0                     | 41    | 4     |
| F. C. Lorient Francia          | 1.ª           | 2022-23       | 31    | 1     | 2                | 0                | —                     | —                     | 33    | 1     |
| F. C. Lorient Francia          | 1.ª           | 2023-24       | 32    | 3     | 1                | 0                | —                     | —                     | 33    | 3     |
| F. C. Lorient Francia          | 2.ª           | 2024-25       | 30    | 3     | 2                | 1                | —                     | —                     | 32    | 4     |
| F. C. Lorient Francia          | Total club    | Total club    | 119   | 9     | 12               | 1                | 0                     | 0                     | 131   | 10    |
| Real Valladolid C. F. · España | 2.ª           | 2025-26       |       |       |                  |                  | —                     | —                     |       |       |
| Real Valladolid C. F. · España | Total club    |               |       |       |                  |                  |                       |                       |       |       |
| Total carrera                  | Total carrera | Total carrera | 216   | 14    | 17               | 2                | 0                     | 0                     | 233   | 16    |